# Dlouhé stráně
Dlouhé stráně (historyczna nazwa niem. Lange Lenth, cz. Dlouhá hora) – szczyt (góra) o wysokości 1354 m n.p.m. (podawana jest też wysokość 1353 m n.p.m. , 1353,1 m n.p.m.  lub 1350,0 m n.p.m.) w paśmie górskim Wysokiego Jesionika (cz. Hrubý Jeseník), w północno-wschodnich Czechach, w Sudetach Wschodnich, na Morawach, w obrębie gminy Loučná nad Desnou, oddalony o około 5,5 km na południowy zachód od szczytu góry Pradziad (cz. Praděd). Rozległość góry (powierzchnia stoków) szacowana jest na około 5,1 km², a średnie nachylenie wszystkich stoków wynosi około 17°.

## Historia
Do 1978 roku połać szczytowa góry Dlouhé stráně była kształtu kopulastego, ze szczytem o wysokości 1350,3 m n.p.m.. Wtedy to po podjęciu przez rząd Czechosłowacji decyzji o rozpoczęciu prac nad budową górnego zbiornika elektrowni szczytowo-pompowej Dlouhé Stráně i przystąpieniu do rozplantowania jego połaci zmieniła ona swój wygląd. Górny zbiornik na połaci szczytowej zbudowano poprzez „odcięcie” szczytu góry i wykorzystanie wydobytego materiału do poszerzenia podstawy zbiornika. 

## Charakterystyka

### Lokalizacja

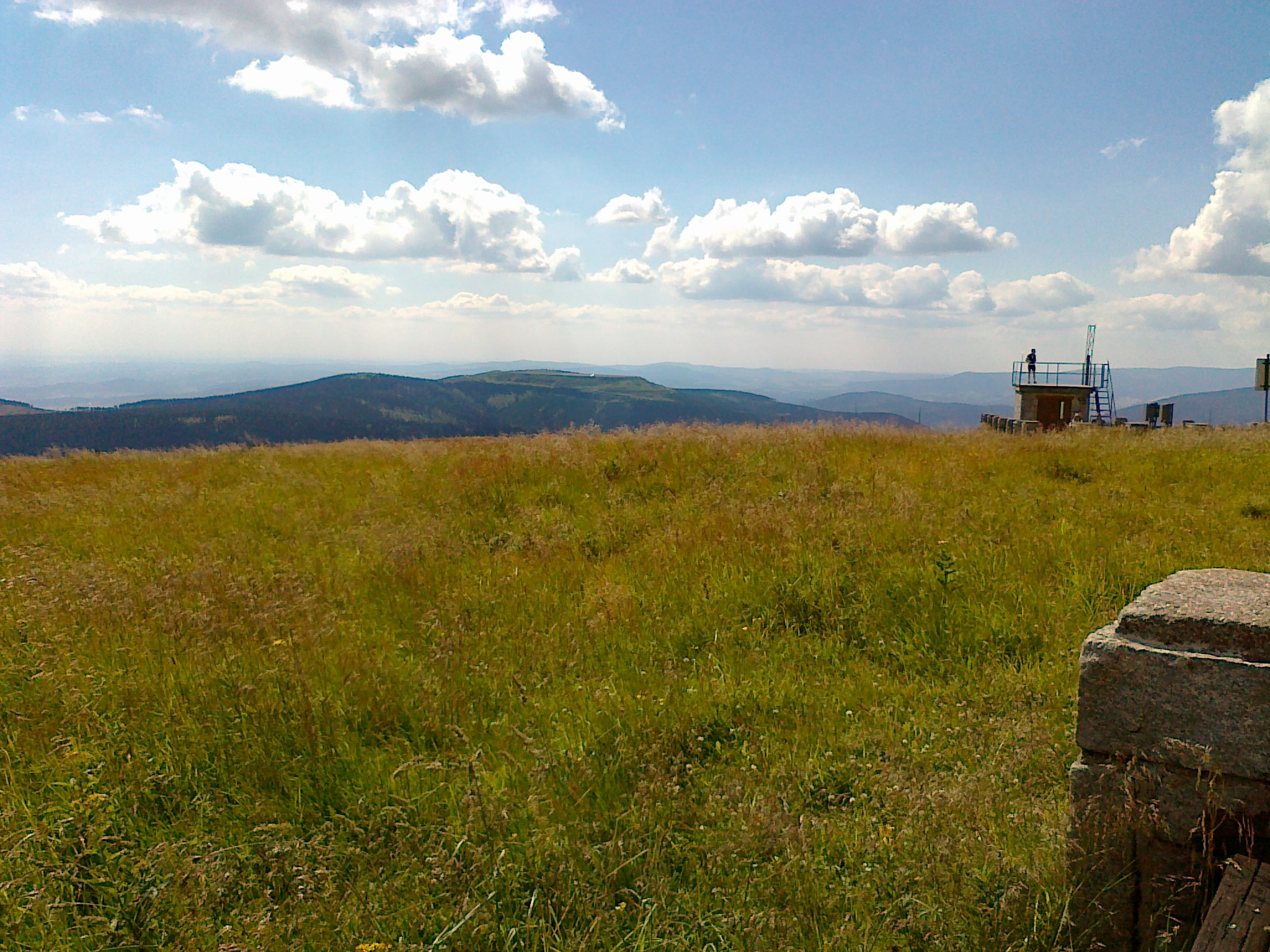
Widok ze szczytu góry Pradziad na góry: Vřesník, Dlouhé stráně (nad nią szczyt Mravenečníka), Kamenec (1) i Medvědí hora (na nią słabo widoczny szczyt góry Ucháč) (2015 rok)

Góra Dlouhé stráně położona jest w środkowo-zachodnim rejonie całego pasma Wysokiego Jesionika, leżąca w części Wysokiego Jesionika, w północno-zachodnim obszarze (mikroregionu) o nazwie Masyw Pradziada (cz. Pradědská hornatina) oraz usytuowana na jego łukowatym, grzbiecie bocznym, ciągnącym się od góry Hubertka do przełęczy Vlčí sedlo, jako jego najwyższa góra. Dlouhé stráně są górą dobrze rozpoznawalną z daleka, bo zrównanym kształtem połaci szczytowej zaadaptowanej na zbiornik wodny przypominają kształtem trapez oraz jednocześnie góra wyłania się jako środkowa z trzech szczytów (Vřesník – Dlouhé stráně – Mravenečník), mających tę samą niemal wysokość. Ponadto góra dobrze widoczna jest z drogi okalającej połać szczytową góry Pradziad, gdzie wyłania się z prawej strony sąsiedniej góry Vřesník. Łatwo ją również dostrzec i zlokalizować z najbliższych wspomnianych szczytów gór Mravenečník i Vřesník oraz szczytów grzbietu głównego góry Pradziad: Vysoká hole, Kamzičník, Velký Máj, Jelení hřbet, Břidličná hora czy Pecný.
Górę ograniczają: od północnego wschodu przełęcz o wysokości 1093 m n.p.m. w kierunku szczytu Tupý vrch, od wschodu dolina potoku Jezerná, od południowego wschodu przełęcz Pláň o wysokości 1311 m n.p.m., od południa dolina potoku o nazwie Studený potok (2) (cz. Švagrovské údolí) i przełęcz o wysokości 743 m n.p.m. w kierunku szczytu Nad Myslivnou, od południowego zachodu dolina potoku Kamenitý potok, od zachodu przełęcz o wysokości 1302 m n.p.m. w kierunku szczytu Mravenečník oraz od północnego zachodu dolina potoku Borový potok. W otoczeniu góry znajdują się następujące szczyty: od zachodu Mravenečník, od północnego zachodu Kamenec (1), Medvědí hora i Rysí skála, od północnego wschodu Tupý vrch, od południowego wschodu Malá Jezerná i Vřesník, od południa Jestřábí vrch oraz od południowego zachodu Jestřábí vrch–JZ, Nad myslivnou i Kozí hřbet.

### Stoki
W obrębie góry można wyróżnić cztery następujące zasadnicze stoki :
- północno-zachodni
- północny
- północno-wschodni
- południowo-zachodni o nazwach: Kamenná stráň, Buková hora, V bucích, U čtyř mostků

Występują tu wszystkie typy zalesienia: bór świerkowy, las mieszany oraz las liściasty, przy czym istnieje zróżnicowanie zalesienia zależne od położenia i usytuowania stoku. Stok północno-zachodni zalesiony jest borem świerkowym. Stoki północny i północno-wschodni zalesione są borem świerkowym, stopniowo z obniżaniem się wysokości przechodzą w las mieszany, a stok północny nawet w las liściasty. Stok południowo-zachodni w górnych partiach zalesiony jest borem świerkowym, ale wraz z obniżaniem wysokości przechodzi w las mieszany (stoki Kamenná stráň, Buková hora, V bucích i U čtyř mostků) i las liściasty (Buková hora i V bucích). Na stokach występują znaczne polany i kilkusetmetrowe przecinki stokowe (szczególnie stok południowo-zachodni Kamenná stráň i Buková hora). Ponadto na stoku Kamenná stráň na wysokości około 1065 m n.p.m. występuje większe skalisko. Skaliska występują również na stoku północnym, a na stoku północno-wschodnim w pobliżu skrzyżowania turystycznego (cz. Horní nádrž PVE DS (závora)), z podaną na tablicy informacyjnej wysokością 1260 m – nawet grupa skalna.
Stoki mają stosunkowo niejednolite i zróżnicowane nachylenia. Średnie nachylenie stoków waha się bowiem od 13° (stok północno-zachodni i południowo-zachodni) do 24° (stok północno-wschodni). Średnie nachylenie wszystkich stoków góry (średnia ważona nachyleń stoków) wynosi około 17°. Maksymalne średnie nachylenie stoku północno-wschodniego w pobliżu grupy skalnej na odcinku 50 m nie przekracza 50°. Stoki pokryte są siecią dróg na których wytyczono szlaki rowerowe oraz nielicznych, na ogół nieoznakowanych ścieżek. Przemierzając je zaleca się korzystanie ze szczegółowych map, z uwagi na zawiłości ich przebiegu, zalesienie oraz zorientowanie w terenie.

### Szczyt

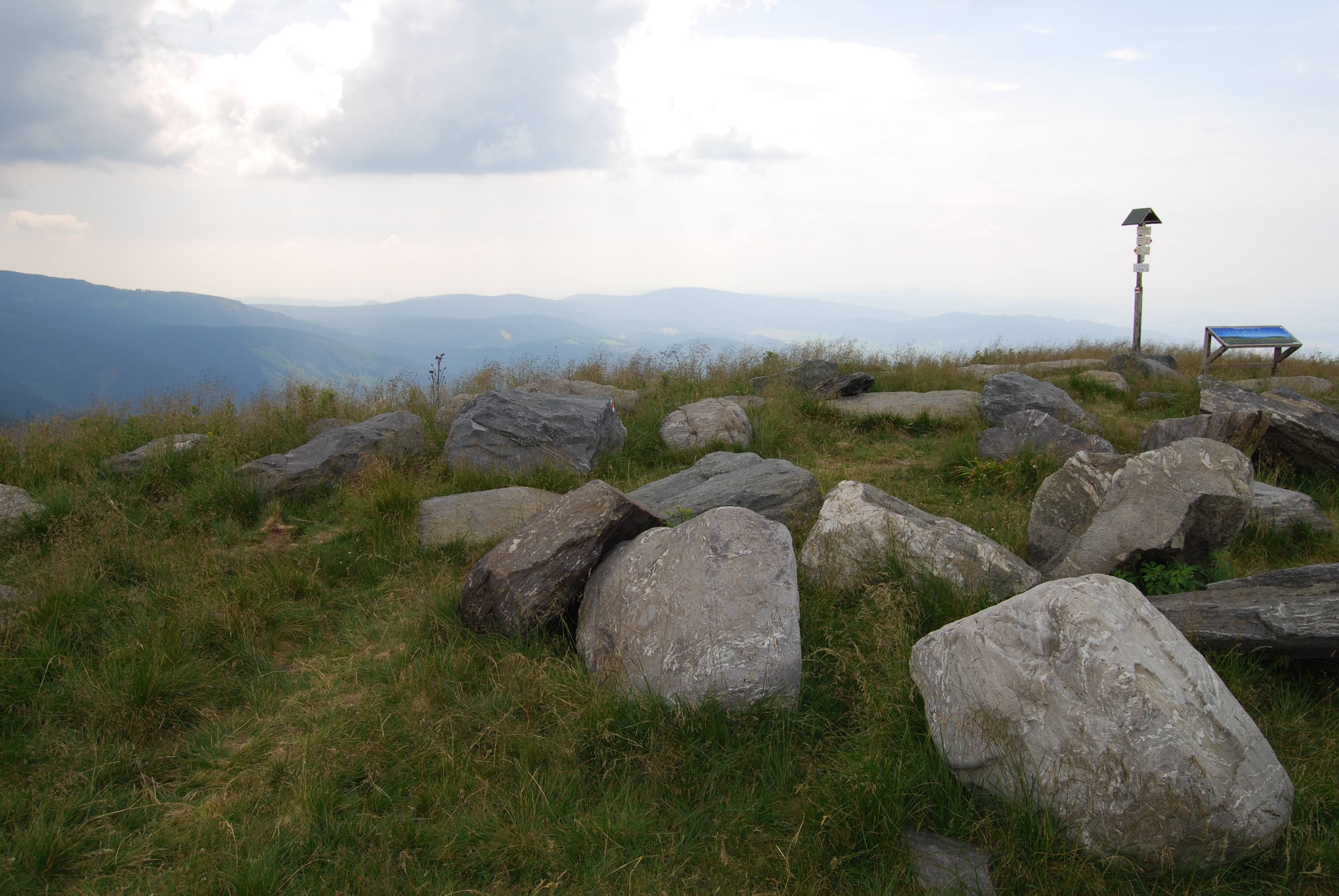
Punkt widokowy na szczycie góry Dlouhé stráně (2014 rok)

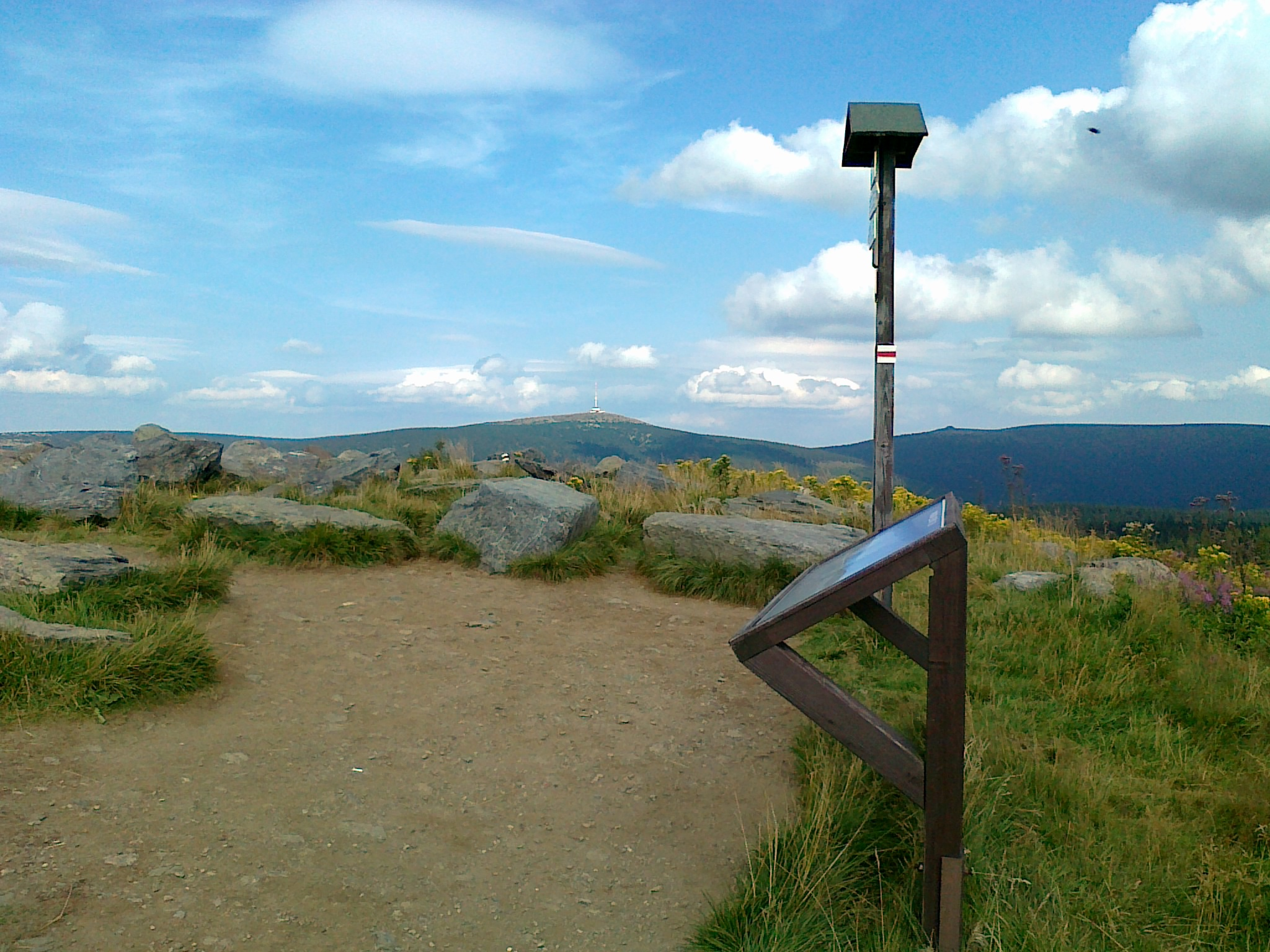
Widok ze szczytu góry Dlouhé stráně na szczyty: Pradziad, Petrovy kameny i Vysoká hole (2017 rok)

Na połać szczytową prowadzi czerwony szlak turystyczny  z osady Kouty nad Desnou. Na szczycie znajduje się wybitny punkt widokowy usytuowany przy południowym półkolu zbiornika wodnego ze znajdującymi się tam blokami skalnymi oraz przystankiem turystycznym o nazwie (cz. Dlouhé stráně (vyhl.)) z podaną na tablicy informacyjnej wysokością 1353 m. Przy nim umieszczono pulpit z informacją o widocznych szczytach i miejscowościach w kierunku południowym. Na szczycie nie ma punktu geodezyjnego. Na podstawie szczegółowej mapy Państwowego urzędu geodezyjnego o nazwie (cz. Český úřad zeměměřický a katastrální (CÚZK)) w Pradze najwyższy punkt góry znajduje się na jednym z bloków skalnych i ma wysokość 1353,8 m n.p.m. oraz współrzędne geograficzne (50°04′16,54″N 17°09′24,34″E/50,071261 17,156761). Połać szczytowa pokryta jest – oprócz wspomnianych kilkudziesięciu bloków skalnych – łąką wysokogórską.
Wybudowany na górze Dlouhé stráně, blisko jej szczytu, górny zbiornik wodny ma w rzucie poziomym kształt nieregularnego owalu o długości około 710 m i szerokości około 240 m. Głębokość zbiornika to około 26 m. Wzdłuż korony zbiornika umieszczono zabezpieczające poręcze. W rzucie pionowym (w przekroju) zbiornik ma kształt trapezu.
Korona zbiornika położona jest na wysokości 1350 m n.p.m.. Obok zbiornika, wokół jego korony przebiegają asfaltowe drogi (górna dla pieszych) i 50 m poniżej (dolna dla rowerów), z których roztaczają się krajobrazy na pobliskie góry. Przy północnym półkolu zbiornika, na wysokości około 1335 m n.p.m. znajduje się prostokątny, asfaltowy plac o wymiarach (70 × 25) m, na którym znajduje się niewielki kiosk (fast food) oraz wypożyczalnia hulajnog, na których można zjechać z góry. Warto dodać, że jest to najdłuższa trasa zjazdowa na Morawach.  

### Geologia
Pod względem geologicznym góra Dlouhé stráně należy do jednostki określanej jako kopuła Desny i zbudowana jest ze skał metamorficznych, głównie z gnejsów (biotytów, muskowitów, chlorytów, granatów), fyllonitów i migmatytów. Podczas drążenia skalnych tuneli geolodzy stwierdzili występowanie w masywie góry również paragnejsów z domieszkami amfibolitów i pegmatytów.

### Wody
Grzbiet główny (grzebień) góry Pradziad, biegnący od przełęczy Skřítek do przełęczy Červenohorské sedlo oraz dalej do przełęczy Ramzovskiej (cz. Ramzovské sedlo) jest częścią granicy Wielkiego Europejskiego Działu Wodnego, dzielącej zlewiska Morza Bałtyckiego i Morza Czarnego . 
Szczyt wraz ze stokami położony jest na południowy zachód od tej granicy, należy więc do zlewni Morza Czarnego, do którego płyną wody m.in. z dorzecza Dunaju, będącego przedłużeniem płynących z tej części Wysokiego Jesionika górskich potoków (m.in. płynących w pobliżu góry potoków: Jezerná, Studený potok (2), Kamenitý potok czy Borový potok). Ze stoków płynie kilka krótkich, nienazwanych potoków będących dopływami wspomnianych potoków. 

#### Wodospady
Atrakcją dla miłośników pięknych krajobrazów są wodospady, rozsiane na stokach góry. Dojście do nich jest trudne, wymaga posłużeniem się szczegółowymi mapami.
| Wodospady na stokach góry Dlouhé stráně |                              |                                              |                                                                    |                               |                      |
| Lp.                                     | Wodospad                     | Potok                                        | Lokalizacja                                                        | Wysokość bezwzględna m n.p.m. | Wysokość wodospadu m |
| 1                                       | Borové vodopády              | Borový potok                                 | podnóże stoku północnego, około 1,9 km na północ od szczytu        | 790–800                       | 8,3; 2               |
| 2                                       | Jezerní vodopády             | Jezerná                                      | stok północno-wschodni, około 1,5 km na północny wschód od szczytu | 930                           | 3                    |
| 3                                       | Vodopády pod Tureckými svahy | nienazwany potok, dopływ potoku Borový potok | stok północny, około 1,7 km na północ od szczytu                   | 865–900                       | 35                   |

## Ochrona przyrody
Cała góra znajduje się w obrębie wydzielonego obszaru objętego ochroną o nazwie Obszar Chronionego Krajobrazu Jesioniki (cz. Chráněná krajinná oblast (CHKO) Jeseníky), a utworzonego w celu ochrony utworów skalnych, ziemnych i roślinnych oraz rzadkich gatunków zwierząt.
W celu ochrony unikalnego ekosystemu przez górę wyznaczono w 2000 roku z osady Švagrov okrężną ścieżkę dydaktyczną o nazwie (cz. Lesní ekostezka Švagrov), o długości 4,5 km, która częściowo przebiega u podnóża stoku południowo-zachodniego (Švagrovské údolí) na trasie:
 Švagrov – Švagrovské údolí – góra Vřesník – góra Homole – góra Jestřabí vrch – Švagrov (z 12 stanowiskami obserwacyjnymi na trasie)

## Turystyka
W obrębie szczytu i stoków nie ma żadnego schroniska turystycznego lub hotelu górskiego. Góra jest bardzo popularna, chętnie odwiedzana przez turystów i rowerzystów. Do najbliższej miejscowości Loučná nad Desnou z bazą hoteli i pensjonatów, jest od szczytu jest około 4,5 km w kierunku zachodnim.
Przy skrzyżowaniu turystycznym (cz. Pod horní nádrží PVE), z podaną na tablicy informacyjnej wysokością 1180 m znajduje się schron turystyczny Salaš. Ponadto na stoku południowo-zachodnim w odległości około 840 m na południowy zachód od szczytu, na wysokości 1144 m n.p.m., blisko zielonego szlaku rowerowego  znajduje się chata o nazwie (cz. Mravenečníková chata), ale nie ma ona charakteru typowego schroniska turystycznego, a którą zalicza się do tzw. chat łowieckich.

### Szlaki turystyczne
Klub Czeskich Turystów (cz. Klub Českých Turistů) wytyczył w obrębie góry jeden szlak turystyczny na trasie:
 Kouty nad Desnou – góra Skály (2) – przełęcz U obrázku – Medvědí hora – Kamenec (1) – góra Mravenečník – szczyt Dlouhé stráně – górny zbiornik elektrowni szczytowo-pompowej Dlouhé Stráně – U Okenní štoly
Istnieje możliwość zwiedzenia górnego zbiornika łączoną trasą biegnącą z Kout nad Desnou, kolejką krzesełkową na stok Medvědí hora, skąd asfaltową ścieżką można pieszo dotrzeć do górnego zbiornika oraz na sam szczyt.

### Szlaki rowerowe
Wokół góry na stokach przebiegają również cztery szlaki rowerowe. Szczególnie popularny jest podjazd na drogę wokół góry Dlouhé stráně. Trasa przebiega bowiem drogą asfaltową z Kout nad Desnou doliną rzeki Divoká Desná z malowniczymi krajobrazami na sąsiednie góry. 
 Loučná nad Desnou – góra Seč – góra Čepel – góra Mravenečník – Medvědí hora – Kamenec (1) – góra Dlouhé stráně – góra Velká Jezerná – dolina rzeki Divoká Desná – Kouty nad Desnou – góra Černá stráň – przełęcz Přemyslovské sedlo – góra Tři kameny – góra Ucháč – góra Jelení skok – góra Loveč – góra Lískovec – Loučná nad Desnou
 Pod Ztracenými kameny – góra Pecný – góra Špičák – góra Jestřábí vrch – przełęcz Branka – góra Homole – góra Vřesník – góra Dlouhé stráně – góra Mravenečník – Kozí hřbet – góra Čepel – Uhlířská cesta
 Góra Dlouhé stráně – góra Vřesník – góra Homole – góra Vřesník – góra Dlouhé stráně – góra Mravenečník – Kamenec (1) – góra Dlouhé stráně
 Rozsocha – góra Dlouhé stráně – dolina potoku Kamenitý potok – Sedmidvory (Brněnka)

#### Podjazdy drogowe
Kouty nad Desnou – dolna droga Dlouhé stráně (długość całej trasy: 14,1 km; różnica wysokości: 739 m; średnie nachylenie podjazdu: 5,2%)
Nieco mniej popularny jest podjazd na górę z miejscowości Loučná nad Desnou czerwonym szlakiem rowerowym , z uwagi na podniszczoną nawierzchnię asfaltową. 

### Trasy narciarskie
W okresach ośnieżenia wzdłuż szlaków rowerowych wytyczono trasy narciarstwa biegowego. W obrębie góry nie poprowadzono żadnej trasy narciarstwa zjazdowego.